# Мохакик, Хаджи Мухаммад
Хаджи Мухаммад Мохакик (дари محمد محقق; род. 26 июля 1955, Мазари-Шариф, Королевство Афганистан) — политический деятель Афганистана, член парламента. Основатель и председатель Партии народного исламского единства Афганистана. В 1980-е годы служил в составе повстанческих сил моджахедов, сражавшихся против поддерживаемого Советским Союзом афганского правительства. После выхода советских войск из Афганистана в 1989 году стал лидером партии «Хезб-е Вахдат» на севере Афганистана.

## Биография
Родился в 1955 году в городе Мазари-Шарифе провинции Балх. По происхождению — хазареец, сын Сарвара. Имеет степень бакалавра исламоведения, полученную в Иране. Говорит на персидском, узбекском и арабском языках. Присоединился к движению моджахедов после Саурской революции в апреле 1978 года.